# Burgstall Hienberg
Der Burgstall Hienberg war eine vermutlich hochmittelalterliche Adelsburg, die auf dem Hienberg über dem kleinen Weiler Rampertshof in der Gemeinde Simmelsdorf im mittelfränkischen Landkreis Nürnberger Land in Bayern, Deutschland lag. Die Höhenburg ist heute fast vollkommen abgegangen, nur noch sehr wenige Reste zeugen von ihr.

## Geographische Lage

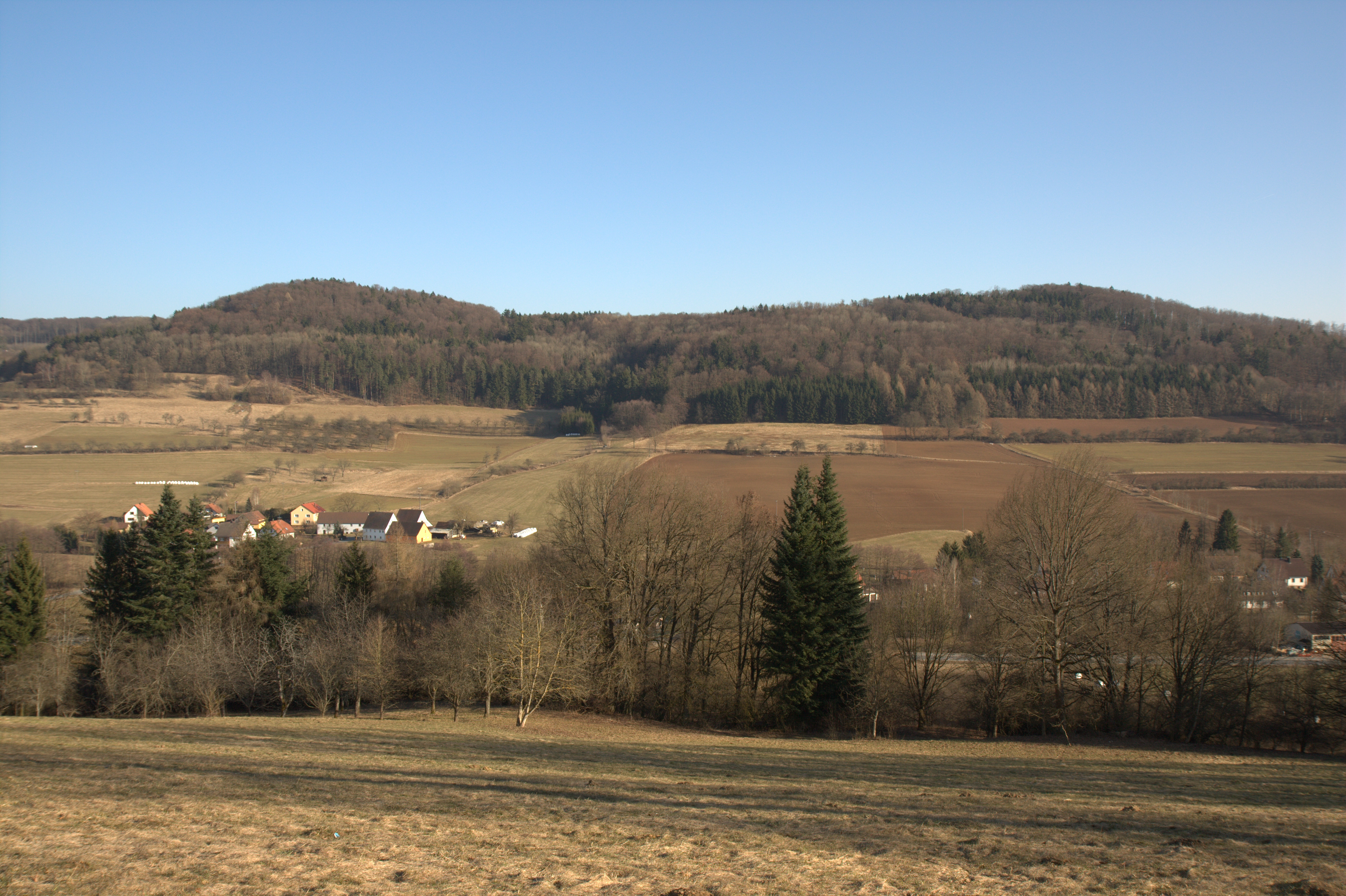
Ansicht des Hienberges aus nordwestlicher Richtung, die Stelle der Burg liegt etwa in der Mitte der beiden höchsten Punkte

Der Burgstall der Hangburg befand sich an der Westgrenze der Hersbrucker Alb, einem Teil der Frankenalb, auf dem Westhang des 550 m ü. NHN hohen Hienberges. Der Hienberg erstreckt sich von Nordnordost nach Südsüdwest und wird auf seiner Westseite von der Schnaittach, an der Ostseite vom Tal des Osternoher Baches begrenzt. Die ehemalige Burganlage lag in unmittelbarer Nähe der Strecke der A 9, etwa 820 Meter östlich des Haltepunktes Simmelsdorf-Hüttenbach der Schnaittachtalbahn, oder circa 26 Kilometer nordöstlich von Nürnberg auf etwa 500 m ü. NHN und damit 200 Meter über dem Tal.
In der Nähe befinden sich noch weitere ehemalige mittelalterliche Burgen, wenige Kilometer südöstlich die Burgruine Osternohe über der gleichnamigen Ortschaft, etwas weiter die Burg Hohenstein. Unmittelbar nördlich bzw. westlich befinden sich ehemalige Herrensitze in Diepoltsdorf und in Simmelsdorf. Südsüdwestlich liegen der Burgstall Alter Rothenberg und die Festung Rothenberg über dem Markt Schnaittach.

## Geschichte

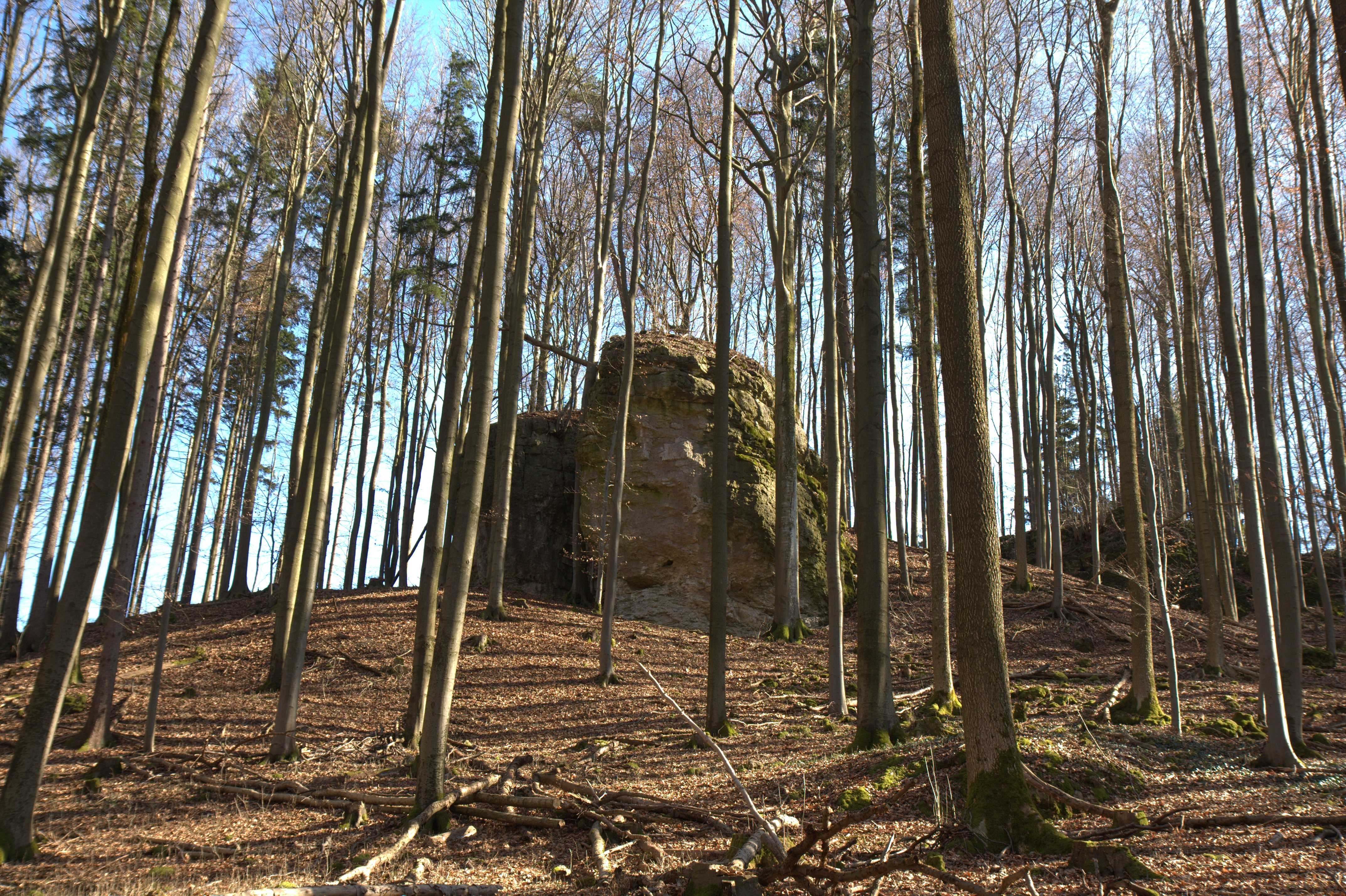
Ansicht des Burgbereiches mit dem westlichen Felsturm

Über die ehemalige Burg auf dem Hienberg ist bis heute keine urkundliche Erwähnung bekannt, auch der ursprüngliche Name der Burg oder ihr Erbauer sind völlig unbekannt.
In einer Erwähnung in der Gelegenhait der landschaft mitsampt den furthen und helten darinnen, einer Geländeerkundung der Reichsstadt Nürnberg vor dem Landshuter Erbfolgekrieg von 1504/05, heißt es: „Item Rampertstorff ist Normbergisch und ein sitz“. Ob aber dieser Sitz mit dem Burgstall auf dem Hienberg identisch ist, ist nicht sicher.
Keramikfunde, die im Bereich des Burgstalles gemacht wurden, datieren die Anlage in den Zeitraum zwischen dem 13. und dem 14. Jahrhundert, ein eiserner Stachelsporn, der unter anderen Eisenfunden wie einer 11 Zentimeter langen Messerklinge und mehreren Huf- und sonstigen Nägeln, gemacht wurde, könnte allerdings schon dem 11. oder 12. Jahrhundert entstammen.
Ebenfalls ist unklar, ob der Bau der Burg überhaupt vollendet wurde, ein nicht komplett ausgehauener Graben könnte auf einen Abbruch der Bauarbeiten deuten. Die Aufgabe der Burg, die in einer eher ungünstigen verteidigungstechnischen Lage errichtet wurde, könnte in der Überwachung einer Altstraße, die das Schnaittachtal über den Hienberg mit dem Tal des Osternoher Baches verband und auf der Höhe wohl einen Abzweig nach Norden hatte, gelegen haben. Nur wenige Meter unterhalb des Burgstandortes zieht sich ein Hohlwegfächer mit mindestens sechs Wegen den Hienberg herauf, und passiert anschließend die ehemalige Burg in ihrer unmittelbaren Nähe.
Heute ist die Stelle der abgegangenen Burg dicht mit Wald bedeckt, erhalten haben sich nur wenige Mauerreste und ein Burggraben. Der jederzeit frei zugängliche Burgstall ist durch einen Wanderweg von Rampertshof aus über die Westflanke des Hienberges erreichbar.
Das vom Bayerischen Landesamt für Denkmalpflege als „Mittelalterlicher Burgstall“ erfasste Bodendenkmal trägt die Denkmalnummer D-5-6434-0130.